# روي د شابين
روي د شابين (بالإنجليزية: Roy D. Chapin)‏ (و. 1880 – 1936 م) هو سياسي، ورجل أعمال من الولايات المتحدة الأمريكية ولد في لانسنغ، ميشيغان.
وهو عضو في الحزب الجمهوري .

## التعليم
تعلم في جامعة ميشيغان.